# Saint-Antoine-l'Abbaye (comuna suprimida)
Saint-Antoine-l'Abbaye era una comuna francesa situada en el departamento de Isère, de la región de Auvernia-Ródano-Alpes, que el uno de enero de 2016 fue suprimida al fusionarse con la comuna de Dionay, y formar la comuna nueva de Saint-Antoine-l'Abbaye.

## Demografía
| Gráfica de evolución demográfica de Saint-Antoine-l'Abbaye (comuna suprimida) entre 1800 y 2013 |
|                                                                                                 |

Los datos demográficos contemplados en este gráfico de la comuna de Saint-Antoine-l'Abbaye se han cogido de 1800 a 1999de la página francesa EHESS/Cassini, y los demás datos de la página del INSEE.